# Кюмурдзиу
Киомурцу̀ (на гръцки: Κιομουρτζιού; на турски: Kömürcü) е село в Кипър, окръг Кирения. Според статистическата служба на Северен Кипър през 2011 г. селото има 67 жители.
Де факто е под контрола на непризнатата Севернокипърска турска република.